# ウラジーミル・スヴャトポルコヴィチ
ウラジーミル・スヴャトポルコヴィチ（スヴャトポルチチ）（ロシア語: Владимир Святополкович(Святополчич)、生没年不明）は、13世紀初めのピンスク公である（在位：1207年 - 1228年以前）。スヴャトポルク・ユーリエヴィチの子。

## 概略
A.プレスニャコフ(ru)の説によれば、13世紀初めのトゥーロフ・ピンスク公国はスヴャトポルク・ユーリエヴィチの子らが所領としており、おそらく、その筆頭はピンスクのウラジーミルであったとされている。また、この時期のトゥーロフ・ピンスク公国の中心地は、かつての中心地であったトゥーロフからピンスクに移動していたと考えられている。
1207年、ウラジーミルらスヴャトポルクの子達は、チェルニゴフ公フセヴォロドと同盟を結び、キエフ大公リューリクと戦った。1228年には、ピンスク公として、ウラジーミルの兄弟のロスチスラフの名が記されているため、ウラジーミルのピンスク公の在位期間は1228年以前までということになる。
妻の名は不明。子と推定される人物として、ウラジーミルとミハイル(ru)が挙げられている。